# 국립농산물품질관리원 제주지원
국립농산물품질관리원 제주지원(國立農産物品質管理院 濟州支院)은 국립농산물품질관리원의 소속기관이다. 1999년 5월 24일 발족하였으며, 제주특별자치도 제주시 청사로 59에 위치하고 있다. 지원장은 서기관 또는 기술서기관으로 보한다.

## 연혁
- 1954년 1월 28일: 농산물검사소 광주지소에 제주출장소 설치.
- 1963년 5월 28일: 국립농산물검사소 광주지소 소속으로 개편.
- 1969년 4월 15일: 제주지소로 승격.
- 1995년 3월 10일: 제주도지소로 개편.
- 1998년 7월 1일: 제주지소로 개편.
- 1999년 5월 24일: 국립농산물품질관리원 제주지원으로 개편.
- 2011년 6월 15일: 출장소를 사무소로 개편.

## 관할구역
- 제주특별자치도

## 조직

### 지원장
| - 유통관리과 - 품질관리과 | - 사무소 - 서귀포사무소 |